# Prospodium tuberculatum
Prospodium tuberculatum är en svampart som först beskrevs av Speg., och fick sitt nu gällande namn av Joseph Charles Arthur 1912. Prospodium tuberculatum ingår i släktet Prospodium och familjen Uropyxidaceae.   Inga underarter finns listade i Catalogue of Life.